# Société Nationale des Chemins de Fer Luxembourgeois
Chemins de Fer Luxembourgeois (CFL) (właściwie: Société nationale des chemins de fer luxembourgeois) – luksemburski narodowy przewoźnik kolejowy założony w 1946.
Przedsiębiorstwo zatrudnia 3090 osób (2007). Udziały w spółce należą w 92% do Wielkiego Księstwa Luksemburga, 6% należy do Belgii, a 2% do Francji. W 2013 roku z jego usług skorzystało około 25 milionów pasażerów. Firma zatrudnia 3090 osób, co czyni CFL siódmym co do wielkości pracodawcą korporacyjnym w kraju.  